# Norrmalm, Sundsvall

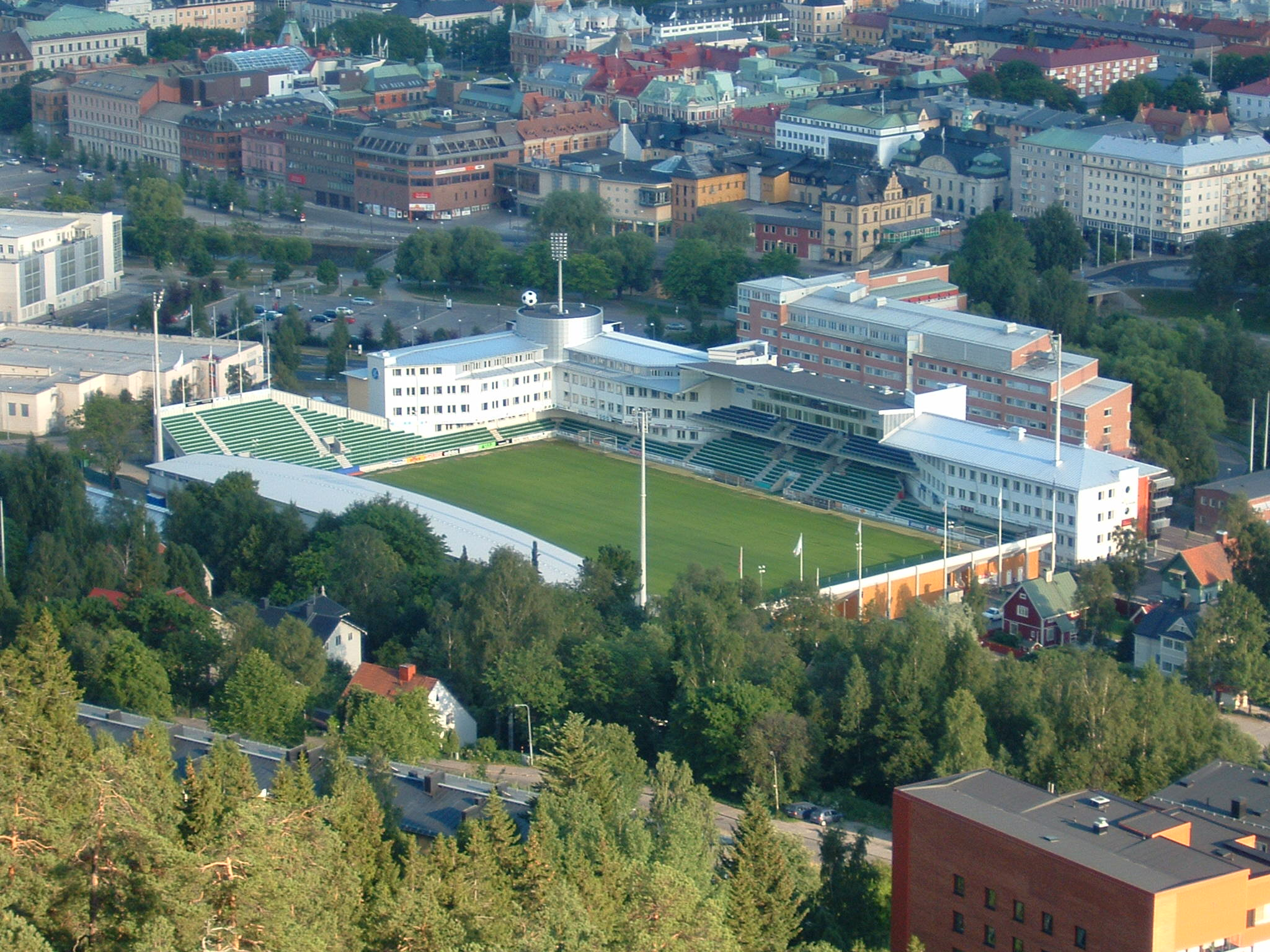
Norrporten Arena utgör ett tydligt landmärke i stadsdelen Norrmalm.

Norrmalm är ett stadsdelsområde i Sundsvall, norr om centrum med Stenstan. Det gränsar i söder till Selångersån (som utgör gräns mot Stenstan och Västermalm), i norr till Haga, i öster till Heffners-Ortviken, och i väster mot Granlo och Granloholm. Stadsdelsområdet innefattar stadsdelarna Västhagen, Alliero och Norrmalm samt friluftsområdet Norra berget på Norra stadsberget. 
Stadsdelen Norrmalm är den östligaste delen av stadsdelsområdet. Det gränsar mot Alliero i norr och (när det området har byggts ut i sydlig riktning) i väster. Stadsdelen Norrmalm är relativt liten och långsmal; det är endast ett par kvarter mellan Selångersån och Haga/Norra Stadsberget.

## Viktigare byggnader i stadsdelen
- Norrporten Arena
- Sundsvalls kommunhus